# Richiș
Richiș – wieś w Rumunii, w okręgu Sybin, w gminie Biertan. W 2011 roku liczyła 679 mieszkańców.